# Anti-Mormonismus

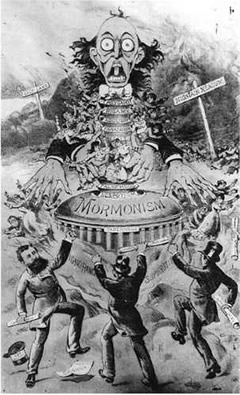
Ein anti-mormonischer Cartoon aus dem späten 19. Jahrhundert.

Anti-Mormonismus bezeichnet Diskriminierung, Verfolgung oder Vorurteile, die sich gegen Mitglieder des Mormonentums oder besonders der Kirche Jesu Christi der Heiligen der Letzten Tage richten. Die Bezeichnung wird oft von Mormonen verwendet, um Personen oder Literatur zu bezeichnen, die kritisch über die Anhänger, Institutionen oder Lehren der Glaubensgemeinschaft berichten oder die Glaubensgemeinschaft als Ganzes verurteilen. Die Glaubensgemeinschaft wurde im 19. Jahrhundert, besonders im Utah-Krieg und danach, stark kritisiert und verurteilt, als die Praxis der Polygamie in Utah von der Republikanischen Partei als eines der „zwei Überbleibsel der Barbarei“, zusammen mit der Sklaverei, bezeichnet wurde.

## Ursprung

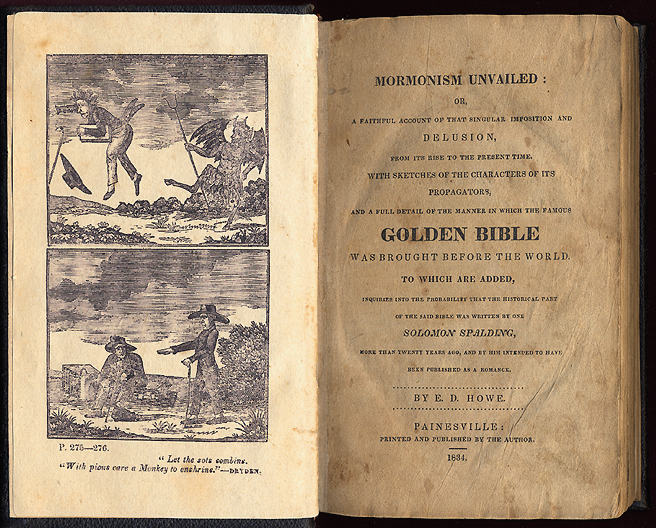
Titelseite einer der ersten anti-mormonischen Veröffentlichungen, E. D. Howe's Mormonism Unvailed: Or, A Faithful Account of that Singular Imposition and Delusion, from its Rise to the Present Time (1834)

Die Bezeichnung Anti-Mormon erschien zuerst in einer Zeitung in Louisville (Kentucky) (wobei die Bezeichnung Mormone, auch zum ersten Mal verwendet wurde). Das Mormonentum wurde von vielen Publikationen schon seit seinen Anfängen kritisiert. Zum Beispiel von Eber D. Howes Buch aus dem Jahre 1834 Mormonism Unvailed. Wobei die Mormonen diese Publikationen zuerst als „Anti-Christlich“ verurteilten.
Heutzutage wird die Bezeichnung für alle verwendet, die sich gegen die Glaubensgemeinschaft aussprechen oder diese kritisieren.
Die Enzyklopädie des Mormonismus bezeichnet den Anti-Mormonismus wie folgt:

„Anti-Mormonismus umfasst jeglichen feindlichen oder polemischen Widerstand gegen den Mormonismus oder den Heiligen der Letzten Tage gegenüber wie zum Beispiel den Gründerpropheten, seine Nachfolger oder die Lehren oder Praktiken der Kirche zu verleumden. Obwohl manchmal mit gutem Vorsatz haben anti-mormonische Veröffentlichungen oft die Form von Beschimpfungen, Falschheiten, erniedrigenden Karikaturen, Vorurteilen und rechtlichen Schikanen angenommen und zu sowohl verbalen als auch körperlichen Angriffen geführt.“

## Geschichte
Das Mormonentum entstand im westlichen New York. Dessen Prophet Joseph Smith behauptete von Gott und seinen Propheten mehrmals besucht worden zu sein. Diese Behauptungen führten zu Spannungen mit den etablierten Kirchen. Joseph Smith äußerte sich dazu wie folgt:

„Ich mußte jedoch bald feststellen, daß ich durch das Erzählen meiner Geschichte bei den Glaubensbekennern sehr viel Vorurteil gegen mich weckte und viel Verfolgung verursachte, die ständig zunahm; und obwohl ich nur ein unbekannter Junge von vierzehn, fünfzehn Jahren war und meine Lebensumstände dergestalt, daß sie so einem Knaben keinerlei Bedeutung in der Welt verschafften, nahmen doch hochstehende Männer von mir so viel Notiz, daß sie die öffentliche Meinung gegen mich aufstachelten und eine erbitterte Verfolgung anzettelten; und das hatten alle Glaubensgemeinschaften gemeinsam—alle vereinigten sich, um mich zu verfolgen.“

Höhepunkt der Verfolgung war die Missouri Executive Order 44 des US-Bundesstaats Missouri, die jeden Mormonen mit dem Tode bedrohte. Auch aus Nauvoo (Illinois) mussten sie fliehen und gegen ihre Ansiedlung in Utah wurde im Utah-Krieg die US-Armee eingesetzt.

### Sherlock Holmes
In Arthur Conan Doyles Eine Studie in Scharlachrot (1889) werden die Mormonen besonders negativ dargestellt. Sherlock Holmes findet heraus, dass die Mormonen gewalttätig, intolerant und polygam sind. Der Autor entschuldigte sich später bei der HLT-Kirche.

## Formen

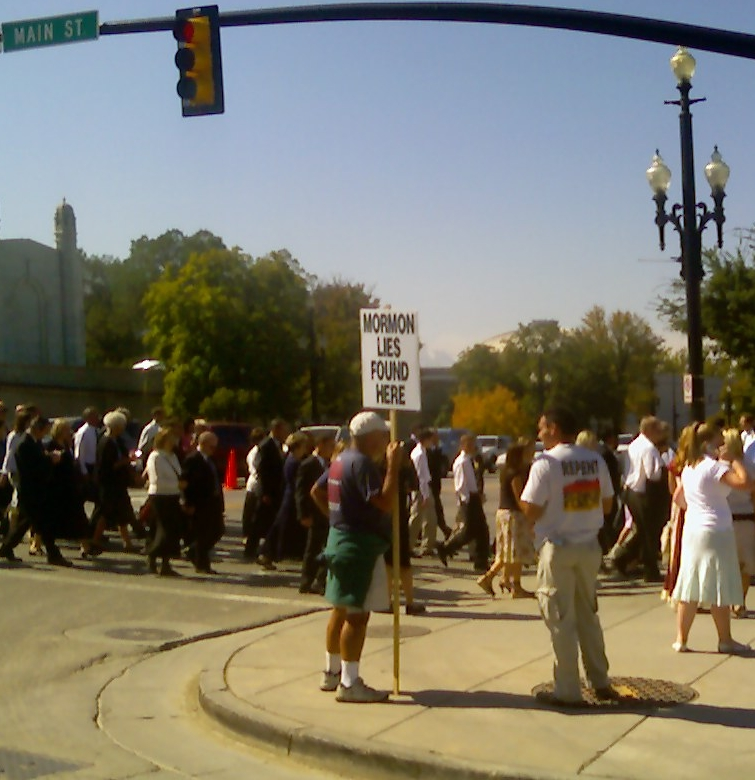
Protestierer außerhalb der Generalkonferenz im Jahre 2006

Die vehementeste Opposition gegen die Kirche kommt von der sogenannten Christlichen Anti-Cult Bewegung. Diese besteht vor allem aus evangelikalen Christen. Die bekanntesten sind Jerald und Sandra Tanner.
Aber es gibt auch Proteste gegen die Kirche bei der Generalkonferenz. Gewalttätige Opposition wie früher, gibt es heute nur noch selten. Aber es gibt gesetzliche Opposition.
So versuchte ein Kirchenmitglied namens Tom Phillips erfolglos, Thomas S. Monson vor Gericht zu bekommen – wegen Betrugs in Form angeblich falscher Lehren der Kirche in Bezug auf die Historizität des Buch Mormon.

## Reaktionen
Marvin J. Ashton, im Oktober 1982 ein Mitglied im Kollegium der Zwölf Apostel, rief dazu auf folgendermaßen auf Anti-Mormonismus zu reagieren.

„Der Poet Robert Frost definierte Bildung einmal als "die Eigenschaft allem zuzuhören, ohne dass man seine Beherrschung oder Selbstbewusstsein verliert". Vielleicht werden wir niemals von denen frei sein, die offen anti-Mormonen sind. Deshalb ermutigen wir alle Mitglieder, sich zu weigern, anti-anti-Mormonen zu werden. In den weisen, alten Worten, können wir "leben und leben lassen?".“

## Weitere Literatur
- J. Spencer Fluhman: A peculiar people: anti-Mormonism and the making of religion in nineteenth-century America. University of North Carolina Press, Chapel Hill 2012, ISBN 978-0-8078-3571-5.
- Anti-Mormonen-Veröffentlichungen aus der Enzyklopädie des Mormonismus